# Alexander Jahnke

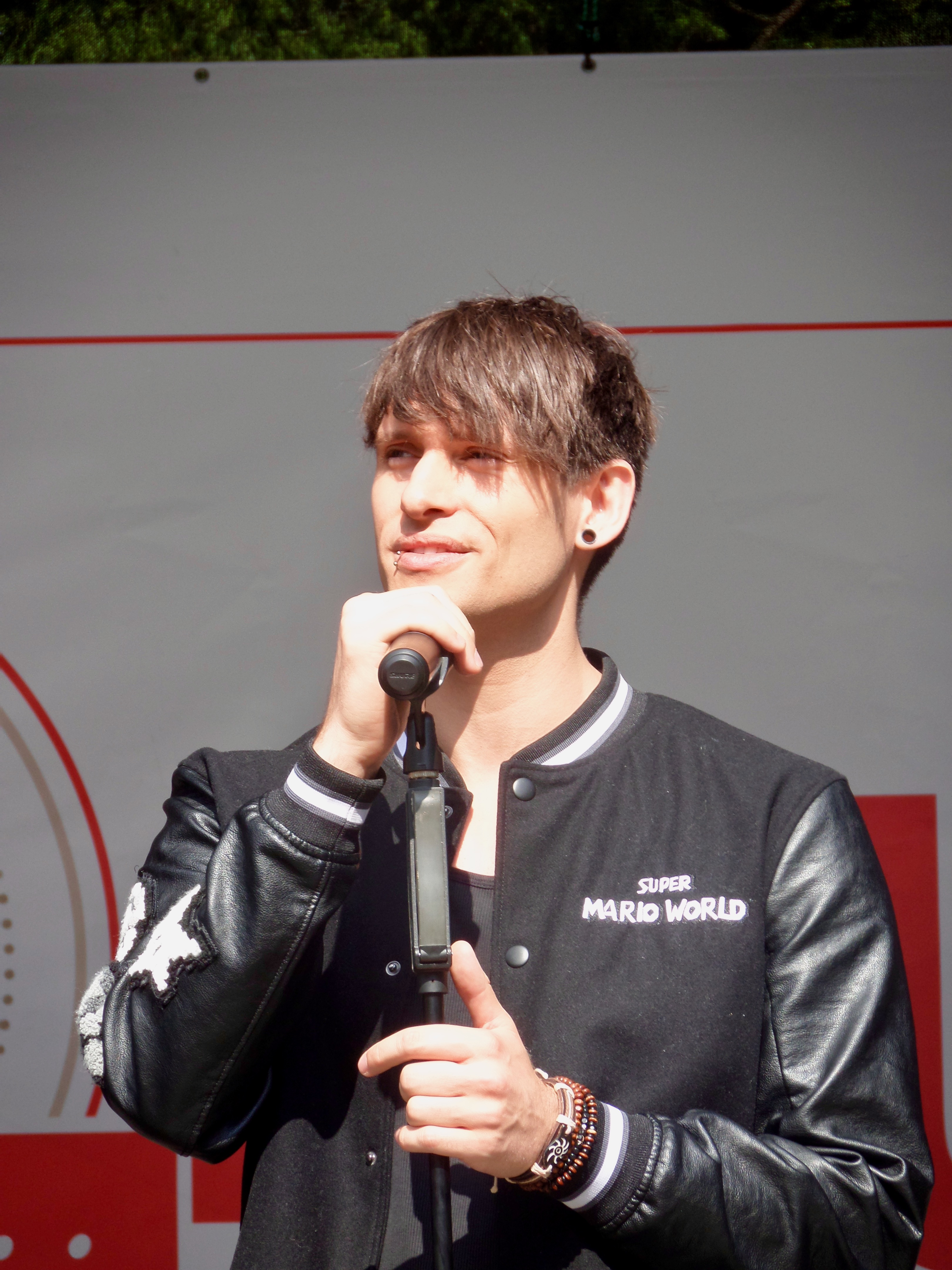
Alexander Jahnke (2019)

Alexander Jahnke (* 29. April 1987 in Lehrte) ist ein deutscher Popsänger, der durch seine Teilnahme an der Casting-Show Deutschland sucht den Superstar Bekanntheit erlangte.

## Leben

### Werdegang
Jahnke wuchs in Höver bei Sehnde auf und schloss eine Ausbildung zum Groß- und Außenhandelskaufmann ab.

### Musikalische Karriere
Bereits in jungen Jahren begann er mit Klavierunterricht. Im Teenageralter brachte er sich selbst das Gitarre spielen bei und fing an eigene Songs zu schreiben. Mit zwanzig stieß er zu der regional bekannten hannoverschen Punkrockband Call Me Names, wo er als Leadsänger fungierte. Mit der Band nahm er eine EP (Only in it for the Getränkemarken) auf und spielte u. a. auf dem Rocken am Brocken Festival.
Im Jahr 2017 nahm er an der 14. Staffel der RTL-Castingshow Deutschland sucht den Superstar teil. Diese schloss er als Zweitplatzierter ab. Mit seinem Finalsong Halt alle Uhren an erreichte er Platz 34 der deutschen Single-Charts.
Ab Oktober 2017 spielte Jahnke die männliche Hauptrolle bei der Jubiläumstournee des Musicals Grease. Bis Dezember 2018 stand er als Danny Zuko über 200 Mal auf den Musicalbühnen Deutschlands, Österreichs und der Schweiz.
Zur Vierschanzentournee 2018/2019 komponierte er zusammen mit Ansgar Huppertz die offizielle Hymne Dein Wind, den er bei den Springen in Oberstdorf und Innsbruck vor über 27.000 Zuschauern sang.
Den mit dem Produzenten Ansgar Huppertz geschriebenen Song Wir sind bereit veröffentlichte Jahnke im Februar 2020.
Im April 2020 folgte der Song Wieder dieses Lied, der in Zusammenarbeit mit den Produzenten Jan Laacks und Johannes Lowien entstanden ist. Diese Zusammenarbeit führte im September 2020 dann zu der Veröffentlichung von Liebe kann alles und im April 2021 von Für jetzt immer und ewig.

## Diskografie
Alben
- 2023: Dieser eine Moment

Singles
- 2017: Halt alle Uhren an
- 2018: Dein Wind
- 2020: Wir sind bereit
- 2020: Wieder dieses Lied
- 2020: Liebe kann alles
- 2021: Für jetzt immer und ewig
- 2022: Unendlich
- 2023: So leicht
- 2023: Wunder
- 2024: Shades of Grey

## Belege
1. ↑  Chartquellen: DE AT CH
2. ↑  Alexander Jahnke aus Höver startet durch bei DSDS. In: Sehnde-News. 24. April 2017, archiviert vom Original (nicht mehr online verfügbar) am 7. Dezember 2019; abgerufen am 7. Dezember 2019.  Info: Der Archivlink wurde automatisch eingesetzt und noch nicht geprüft. Bitte prüfe Original- und Archivlink gemäß Anleitung und entferne dann diesen Hinweis.

| Personendaten    | Personendaten       |
| ---------------- | ------------------- |
| NAME             | Jahnke, Alexander   |
| KURZBESCHREIBUNG | deutscher Popsänger |
| GEBURTSDATUM     | 29. April 1987      |
| GEBURTSORT       | Lehrte              |